# David Erskine (1776-1855)

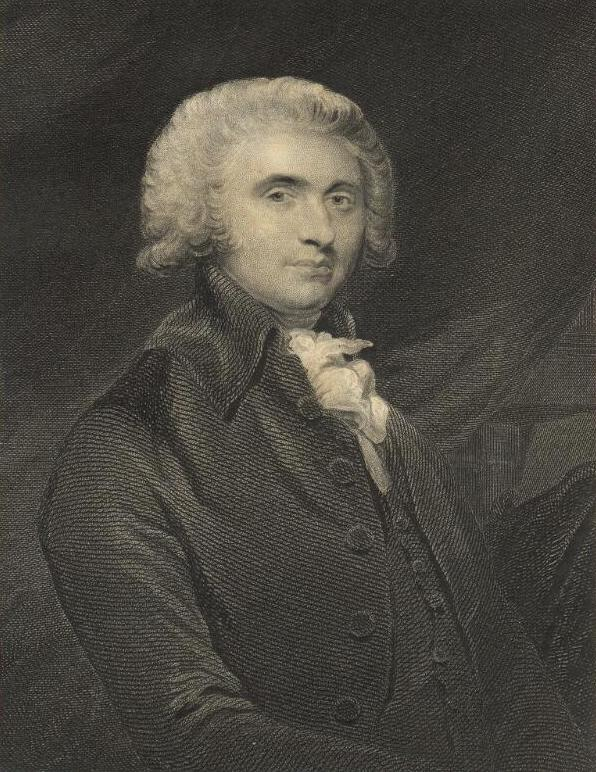
David Erskine

David Montagu Erskine, 2e baron Erskine (12 augustus 1776 - 19 maart 1855) was een Britse diplomaat en politicus die als parlementslid en ambassadeur diende.

## Biografie
Erskine, lid van de Schotse Erskine-clan, was de oudste zoon van Thomas Erskine, 1e baron Erskine (1750-1823), de vierde zoon van Henry Erskine, 10e graaf van Buchan. Zijn moeder was Frances, dochter van Daniel Moore. Hij studeerde onder meer in Cambridge (Trinity College).
Hoewel toegelaten tot de balie heeft Erskine nooit als advocaat gewerkt. In plaats daarvan werd hij in 1806 verkozen als lid van het parlement voor het kiesdistrict Portsmouth. Hij nam de plaats in van zijn vader, die werd benoemd tot lord chancellor. Op verzoek van zijn vader benoemde Charles James Fox, minister van Buitenlandse Zaken, Erskine tot ambassadeur in Washington.
In 1809 werd Erskine teruggeroepen door de nieuwe minister van Buitenlandse Zaken, George Canning, die hem niet mocht. Hij bleef uit de gratie tot 1824, toen hij de titel van zijn vader erfde en werd benoemd tot ambassadeur in Stuttgart en later, in 1828, in München. Hij stopte met werken in 1843 en overleed in zijn huis Butler's Green in Sussex in maart 1855 op 78-jarige leeftijd.

## Familie
Voor hij in Washington ambassadeur werd, had Erskine al in Verenigde Staten gewoond. In 1799 trouwde hij daar met zijn eerste vrouw Frances Cadwalader, dochter van John Cadwalader, een generaal in de Amerikaanse Onafhankelijkheidsoorlog. Ze was de achterkleindochter van rechter William Moore, wiens nicht getrouwd was met Erskines vader. Lord Erskine en zijn vrouw waren dus neef en nicht.
Het echtpaar kreeg twaalf kinderen:
- Thomas Americus Erskine, later de 3e baron Erskine (1802-1877), diplomaat.
- John Cadwallader Erskine, later de 4e baron Erskine (1804-1882), diplomaat.
- Stuarta Erskine (1810-1863), gehuwd met Timothy Yeats Brown.
- Elizabeth Erskine (c. 1812-1886), gehuwd met St Vincent Hawkins-Whitshed.
- David Montagu Erskine (1816-1903), militair
- Edward Morris Erskine (1817-1883), diplomaat.
- James Stuart Erskine (1821-1904).
- Frances Erskine (overleden 1876), gehuwd met Gabriel Shawe.
- Sevilla Erskine (overleden 1835), gehuwd met Henry Howard.
- Harriett Erskine (overleden 1855), gehuwd met Charles Woomass.
- Jane Plumer Erskine (overleden 1846), gehuwd met James Callander van Craigforth en Ardkinglas.
- Mary Erskine (overleden 1874), gehuwd met graaf Hermann von Paumgarten; hun nazaat graaf Karl Theodor zu Törring-Jettenbach trouwde met Elisabeth van Griekenland en Denemarken.

Nadat zijn echtgenote in maart 1843 in Genua overleed, huwde Erskine in juli van dat jaar met Anne, dochter van John Travis. Na de dood van Anne in april 1851 trouwde hij met zijn derde vrouw Anna, dochter van William Cunninghame Graham van Gartmore en Finlaystone en weduwe van Thomas Calderwood Durham, in 1852. Er waren geen kinderen uit zijn tweede en derde huwelijk.